# Стрељаштво на Летњим олимпијским играма 2008.
Такмичења у стрељаштву на Олимпијским играма 2008. у Пекингу су одржана од 9. до 17. августа.
Од петнаест дисциплина, Кина је победила у пет.
Такмичар Северне Кореје Ким Јонг Суа био је позитиван на допинг тексту, па је дисквалификован, а освојене медаље у такмичењима у дисциплинама пиштољ 50 м и ваздушни пиштољ 10 м.

## Мушкарци
| Дисциплина                       |                                  | Резултат |                                              | Резултат    |                                              | Резултат    |
| Ваздушни пиштољ 10 м детаљи      | Панг Веј Кина                    | 688,2    | Јин Јанг-ох Јужна Кореја                     | 684,5       | Ким Јонг-Су Северна Кореја Џејсон Тарнер САД | 683.0 682,0 |
| МК пиштољ брза паљба 25 м детаљи | Олександр Петрив Украјина        | 780,2 ОР | Ралф Шуман · Немачка                         | 779,5       | Кристијан Рајц · Немачка                     | 779,3       |
| Пиштољ 50 м детаљи               | Јин Јанг-ох Јужна Кореја         | 660,4    | Ким Јонг-Су Северна Кореја Тан Цонгљанг Кина | 660.2 659,5 | Владимир Исаков · Русија                     | 658,9       |
| Ваздушна пушка 10 м детаљи       | Абхинав Биндра · Индија          | 700,2    | Џу Ћинан Кина                                | 699,7       | Хенри Хекинен · Финска                       | 699,4       |
| МК пушка лежећи став 50 м детаљи | Артур Арвазијан · Украјина       | 702,7    | Метју Емонс САД                              | 701,7       | Ворен Потент · Аустралија                    | 700,5       |
| МК пушка тростав 50 м детаљи     | Ћу Ђан Кина                      | 1,272,5  | Јури Сухоруков · Украјина                    | 1,272,4     | Рајмонд Дебевц · Словенија                   | 1,271,7     |
| Трап детаљи                      | Давид Костелецки Чешка Република | 146 ОР   | Ђовани Пелијело · Италија                    | 143         | Алексеј Алипов · Русија                      | 142         |
| Дупли трап детаљи                | Волтон Елер САД                  | 190 ОР   | Франческо Д'Анијело · Италија                | 187         | Хју Бинјуен Кина                             | 184         |
| Скит детаљи                      | Винсент Ханкок САД               | 145 ОР   | Торе Броволд · Норвешка                      | 145 ОР      | Антони Тера · Француска                      | 144         |

Ким Јонг-Су, Северна Кореја који је освојио сребрну медаљу у дисциплини пиштољ 50 метара и бронзану медаљу у дисциплини ваздушни пиштољ 10 метара био је позитиван да допинг тесту, па је дисквалификован, а медаље су му одузете.

## Жене
| Дисциплина                   | Злато                          | Злато    | Сребро                         | Сребро | Бронза                           | Бронза |
| ---------------------------- | ------------------------------ | -------- | ------------------------------ | ------ | -------------------------------- | ------ |
| Вазд. пиштољ 10 м детаљи     | Гуо Венђун Кина                | 492,3 ОР | Наталија Падерина Русија       | 489,1  | Нино Салуквадзе Грузија          | 478,4  |
| МК пиштољ 25 м детаљи        | Чен Јинг Кина                  | 793,4 ОР | Гундегма Отрјадин Монголија    | 792,2  | Менхбајар Доржусерингијн Немачка | 789,2  |
| Вазд. пушка 10 м детаљи      | Катерина Емонс Чешка Република | 503,5 ОР | Љубов Галкина Русија           | 502,1  | Сњежана Пејчић Хрватска          | 500,9  |
| МК пушка тростав 50 м детаљи | Ду Ли Кина                     | 690,3 ОР | Катарина Емонс Чешка Република | 687,7  | Јаима Еглис Круз Куба            | 687,6  |
| Трап детаљи                  | Сату Мекеле-Нумела Финска      | 91 ОР    | Зузана Штефечекова Словачка    | 89     | Кори Когдел САД                  | 86     |
| Скит детаљи                  | Кјара Кајинеро Италија         | 93 ОР    | Кимберли Роуд САД              | 93 ОР  | Кристина Бринкер Немачка         | 93 ОР  |

У дисциплини 10 метара ваздушни пиштољ за жене сребро је освојила Рускиња Наталија Падерина, а бронзу Грузијка, Нино Салуквадзе. Грузија и Русија су у то време биле у рату. Падерина и Салуквадзе на церемонији доделе медаља су пољубиле једна другу у лице.

## Биланс медаља
| Ранг        | Држава          | Злато | Сребро | Бронза | Укупно |
| 1           | Кина            | 5     | 2      | 1      | 8      |
| 2           | САД             | 2     | 2      | 2      | 6      |
| 3           | Чешка Република | 2     | 1      | 0      | 3      |
| 3           | Украјина        | 2     | 1      | 0      | 3      |
| 5           | Италија         | 1     | 2      | 0      | 3      |
| 6           | Јужна Кореја    | 1     | 1      | 0      | 2      |
| 7           | Финска          | 1     | 0      | 1      | 2      |
| 8           | Индија          | 1     | 0      | 0      | 1      |
| 9           | Русија          | 0     | 2      | 2      | 4      |
| 10          | Немачка         | 0     | 1      | 3      | 4      |
| 11          | Монголија       | 0     | 1      | 0      | 1      |
| 11          | Норвешка        | 0     | 1      | 0      | 1      |
| 11          | Словачка        | 0     | 1      | 0      | 1      |
| 14          | Аустралија      | 0     | 0      | 1      | 1      |
| 14          | Хрватска        | 0     | 0      | 1      | 1      |
| 14          | Куба            | 0     | 0      | 1      | 1      |
| 14          | Француска       | 0     | 0      | 1      | 1      |
| 14          | Грузија         | 0     | 0      | 1      | 1      |
| 14          | Словенија       | 0     | 0      | 1      | 1      |
| Укупно (19) | Укупно (19)     | 15    | 15     | 15     | 45     |

## Нови рекорди
| Датум                                        | Дисциплина                    | Коло                      | Резултат                  | Такмичар                                                         | Претходни рекорд                                |
| Изједначен светски рекорд                    | Изједначен светски рекорд     | Изједначен светски рекорд | Изједначен светски рекорд | Изједначен светски рекорд                                        | Изједначен светски рекорд                       |
| -------------------------------------------- | ----------------------------- | ------------------------- | ------------------------- | ---------------------------------------------------------------- | ----------------------------------------------- |
| 9. август 2008.                              | ваздушна пушка 10 м за жене   | Квал.                     | 400                       | Катерина Емонс Чешка Република                                   | 400 Сео Сун-хва (2002), изједначен 12 пута      |
| Оборен олимпијски рекорд                     |                               |                           |                           |                                                                  |                                                 |
| 9. август 2008.                              | ваздушна пушка 10 м за жене   | Квал.                     | 400                       | Катерина Емонс Чешка Република                                   | 399 Љубов Галкина Русија (2004)                 |
| 9. август 2008.                              | ваздушна пушка 10 м за жене   | Финале                    | 503,5                     | Катерина Емонс Чешка Република                                   | 502,0 Ду Ли (2004)                              |
| 10. август 2008.                             | ваздушни пиштољ 10 м за жене  | Квал.                     | 391                       | Наталија Падерина Русија                                         | 390 Марина Логвиненко (1996) и Tao Luna (2004)  |
| 10. август 2008.                             | ваздушни пиштољ 10 м за жене  | Финале                    | 492,3                     | Гуо Венђуан Кина                                                 | 490,1 Олга Клочнева (1996)                      |
| 12. август 2008.                             | дубл трап за мушкарце         | Квал.                     | 145                       | Волтон Елер САД                                                  | 144 Ахмед Ал Мактум (2004)                      |
| 12. август 2008.                             | дубл трап за мушкарце         | Финале                    | 190                       | Волтон Елер САД                                                  | 189 Расел Марк (1996) и Ахмед Ал Мактум (2004)) |
| 14. август 2008.                             | МК пушка тростав 50 м за жене | Финале                    | 690,3                     | Ли Ду Кина                                                       | 688,4 Љубов Галкина (2004)                      |
| Изједначен олимпијски рекорд                 |                               |                           |                           |                                                                  |                                                 |
| 13. август 2008.                             | МК пиштољ 25 метара за жене   | Квал.                     | 590                       | Гујдема Отријанд Монголија                                       | 590 Тао Луна (2000)                             |
| 14. август 2008.                             | МК пушка тростав 50 м за жене | Квал.                     | 589                       | Ли Ду Кина                                                       | 589 Рената Мауер (1996)                         |
| Олимпијски рекорди после нових правила 2005. |                               |                           |                           |                                                                  |                                                 |
| 10. август 2008.                             | Трап за мушкарце              | Финале                    | 146                       | Давид Костелецки Чешка Република                                 |                                                 |
| 11. август 2008.                             | Трап за жене                  | Финале                    | 91                        | Сату Мекеле-Нумела Финска                                        |                                                 |
| 13. август 2008.                             | МК пиштољ 25. м за жене       | Финале                    | 793,4                     | Чен Јинг Кина                                                    |                                                 |
| 14. август 2008.                             | Скит за жене                  | Квал.                     | 72                        | Кјара Кајинеро Италија                                           |                                                 |
| 14. август 2008.                             | Скит за жене                  | Финале                    | 93                        | Кјара Каинеро Италија Кимберли Роуд САД Кристина Бринкер Немачка |                                                 |
| 16. август 2008.                             | МК пиштољ брза паљба          | Квал.                     | 583                       | Кејт Сандерсон САД                                               |                                                 |
| 16. август 2008.                             | МК пиштољ брза паљба          | Финале                    | 780,2                     | Олександр Петрив Украјина                                        |                                                 |
| 16. август 2008.                             | Скит за мушкарце              | Квал.                     | 121                       | Винсент Хенкок САД                                               |                                                 |
| 16. август 2008.                             | Скит за мушкарце              | Финале                    | 145                       | Винсент Хенкок САД Торе Броволд Норвешка                         |                                                 |